# Кирилівка (станція)
Кири́лівка — проміжна залізнична станція Запорізької дирекції Придніпровської залізниці на неелектрифікованій лінії Пологи — Верхній Токмак I між станціями Синя Гора (8 км) та Пологи (11 км). Розташована в селі Семенівка Пологівського району Запорізької області.

## Історія
Станція відкрита 1898 року під час прокладання залізничної лінії Чаплине — Пологи — Бердянськ. 

## Пасажирське сполучення
До російського вторгнення в Україну на станції Кирилівка щоденно зупинялися поїзди далекого  сполучення. 
| Рух поїздів по станції Кирилівка     |                              |                                        |
| №                                    | Маршрут сполучення           | Періодичність курсування               |
| Далеке сполучення (до 24.02.2022)    |                              |                                        |
| 115 «Маяк»                           | Київ — Запоріжжя — Бердянськ | Щоденно. Призначений з 26 березня 2018 |
| Бердянськ — Запоріжжя — Київ         | 116 «Маяк»                   | Щоденно. Призначений з 26 березня 2018 |
| Приміське сполучення (до 18.03.2020) |                              |                                        |
| 6842/6841                            | Бердянськ — Запоріжжя II     | Скасований                             |
| 6852/6851                            | Запоріжжя I — Бердянськ      | Скасований                             |
| 6850/6849                            | Бердянськ — Запоріжжя II     | Скасований                             |
| 6844/6843                            | Запоріжжя II — Бердянськ     | Скасований                             |